# Al-Mustakfi Ier
Pour les articles homonymes, voir Al-Mustakfi.
Abû ar-Rabî` Sulaymân al-Mustakfi bi-llâh ou Al-Mustakfi Ier (1285-1340) est un calife abbasside au Caire de 1302 à 1340. Il passe tout son règne sous la tutelle du sultan Mamelouk bahrite An-Nâsir Muhammad sauf pendant la courte interruption due à Rukn ad-Dîn Baybars (Baybars II) en 1309.

## Contexte
Le sultan An-Nâsir Muhammad avait commencé son premier règne en 1293 à l'âge de neuf ans et était alors sous la tutelle de l'émir Kitbugha qui est en fait le véritable dirigeant de l'Égypte. Ce dernier prend le pouvoir en 1295. An-Nâsir Muhammad est retenu prisonnier dans la forteresse d'Al-Karak. En 1297, Kitbugha est renversé par son naib Lajin. Le règne de Lajin est aussi désastreux que celui de Kitbugha. Il est à son tour renversé par les émirs qui remettent An-Nâsir Muhammad sur le trône.
En janvier 1299, An-Nâsir Muhammad est en âge de gouverner par lui-même, il reste cependant sous la tutelle de deux émirs rivaux : Rukn ad-Dîn Baybars et Sayf ad-Dîn Salâr,.
En décembre 1299, les Mongols menés par Ghazan avec leurs alliés du royaume arménien de Cilicie envahissent la Syrie. Les armées Mameloukes sont sévèrement battues près de Homs  à la bataille de Wadi al-Khazandar (22 et 23 décembre 1299). En janvier 1300, Damas se rend à Ghazan sans combat. Le 4 février, Ghazan ayant reçu le tribut des villes conquises, repart vers ses États et franchit l’Euphrate le 16. Les Mamelouks peuvent alors reprendre le terrain perdu.

## Biographie
Abû ar-Rabî` Sulaymân est né en 1285, il succède à son père Abû al-`Abbas Ahmad Al-Hakim Ier en 1302 comme calife abbasside. Il prend alors le nom d’Al-Mustakfi bi-llâh.

### Le règne
En 1303, Ghazan fait une nouvelle tentative d'invasion de la Syrie. Il traverse l’Euphrate à Hilla. An-Nâsir Muhammad part du Caire accompagné d’Al-Mustakfi le 23 mars. Il campe devant Damas le vendredi 19 avril, premier jour du mois de ramadan. Nâsir Muhammad remporte la victoire contre les Mongols près de Damas à la bataille de Marj as-Suffar en présence d’Al-Mustakfi. Cette victoire mamelouke marque la dernière tentative mongole d'envahir la Syrie.
Le pouvoir du calife en politique intérieure est inexistant. Il conserve encore une certaine influence en politique extérieure auprès des souverains musulmans qui sollicitent une légitimation de leur pouvoir. En 1307/1308, Al-Mustakfi envoie une lettre au Rassoulide Yémenite Al-Mu'ayyad Da'ud dans laquelle il lui reproche entre autres choses de ne pas avoir approvisionné en grain la ville de La Mecque, et qui menace d’user de représailles.
An-Nâsir Muhammad qui supporte de moins en moins la tutelle des deux émirs Rukn ad-Dîn Baybars et Sayf ad-Dîn Salâr, tente de les faire arrêter mais renonce devant les risques d'une telle opération. Il prétend alors faire le pèlerinage à La Mecque accompagné de ses deux tuteurs. Il s'arrête à Al-Karak et les prévient qu'il ne poursuivra pas son chemin vers La Mecque. Les deux émirs le somment alors d'abdiquer, ce qu'il fait sur le champ et Rukn ad-Dîn Baybars (Baybars II) se fait élire sultan. An-Nâsir Muhammad reçoit néanmoins le soutien des gouverneurs de Homs et d'Alep qui lui étaient favorables. Les menaces de Rukn ad-Dîn Baybars restent sans effets car An-Nâsir Muhammad parvient à réunir une armée plus forte que celle de son rival. Sayf ad-Dîn Salâr prend le parti de rejoindre An-Nâsir Muhammad. Rukn ad-Dîn Baybars abdique et s'enfuit. Il est rattrapé et étranglé devant An-Nâsir Muhammad. Sayf ad-Dîn Salâr est arrêté et sa fortune est confisquée, on le laisse mourir de faim. Le 5 avril 1310, An-Nâsir Muhammad monte sur le trône pour la troisième fois. Débarrassé de ses tuteurs, An-Nâsir Muhammad aspire à exercer complètement le pouvoir.
En 1336, An-Nâsir Muhammad arrête Al-Mustakfi et l'enferme avec toute sa famille dans la citadelle du Caire avant de l'exiler à Qûs.
Al-Mustakfi décède en 1339/1340. An-Nâsir Muhammad passe outre sa volonté de voir son fils lui succéder et désigne autoritairement comme successeur Ibrâhîm al-Wâthik Ier petit-fils d'Al-Hakim Ier. Contrairement à ce qui est arrivé en 1302, ce n'est pas le sultan qui prononce un serment d'allégeance au calife, mais c'est le calife qui fait allégeance au sultan.